# Halycaea papuana
Halycaea papuana är en stekelart som beskrevs av Belokobylskij, Iqbal och Austin 2004. Halycaea papuana ingår i släktet Halycaea och familjen bracksteklar. Inga underarter finns listade i Catalogue of Life.